# Styloleptus zorrillai
Styloleptus zorrillai är en skalbaggsart som först beskrevs av Fernando de Zayas 1975.  Styloleptus zorrillai ingår i släktet Styloleptus och familjen långhorningar.
Artens utbredningsområde är Kuba. Inga underarter finns listade i Catalogue of Life.